# Louis de Rohan
Kardinál Louis René Édouard de Rohan (25. září 1734 – 16. února 1803) byl francouzský šlechtic, politik a štrasburský biskup. Známým se stal pro svou roli v náhrdelníkové aféře. Byl třetím synem Hercula Mériadece de Rohana a jeho manželky Louise.

## Život
Od mládí byl určen pro pozici biskupa ve Štrasburku. Tuto pozici drželi Rohanové od roku 1704. Brzy po vysvěcení roku 1760 byl jmenován koadjutorem svého strýce Louise Constantina, který tehdy diecézi vedl a získal biskupské svěcení. Dával však přednost elegantnímu životu v Paříži, účastnil se dvorských intrik a měl politické ambice. Roku 1761 byl zvolen na křeslo 36 Francouzské akademie, roku 1777 byl jmenován královským almužníkem a roku 1778 kardinálem. Roku 1779 nastoupil po svém strýci na štrasburský biskupský stolec, ale nadále dával přednost dvorské službě před duchovními povinnostmi. Ve Versailles například pokřtil obě starší děti Ludvíka XVI.
Královna Marie Antoinetta, podobně jako její matka Marie Terezie, nebyla Rohanovi nakloněna. Chtěl získat její přízeň, a proto v létě roku 1785 uvěřil podvodnici hraběnce de la Motte, která údajně hodlala královně obstarat drahocenný náhrdelník. Vybaven falešnými dokumenty s podpisem královny pak kardinál jednal s klenotníkem a nevědomky pomáhal podvodníkům, kteří náhrdelník odcizili. Byl pak zatčen a strávil několik měsíců ve vězení, než byla jeho nevina u soudu dokázána. Veřejný proces ovšem v předvečer francouzské revoluce poškodil důvěryhodnost monarchie.
Roku 1789 byl Rohan zvolen do generálních stavů. Roku 1791 však odmítl složit přísahu věrnosti novému režimu a uchýlil se do Ettenheimu v německé části své diecéze. Na biskupský úřad rezignoval 29. listopadu 1801, zhruba rok před smrtí.